# Maksîmovîci, Sambir
Maksîmovîci (în ucraineană Максимовичі) este un sat în comuna Peanovîci din raionul Sambir, regiunea Liov, Ucraina.

## Demografie
Componența lingvistică a localității Maksîmovîci
     Ucraineană (96,51%)
Conform recensământului din 2001, majoritatea populației localității Maksîmovîci era vorbitoare de ucraineană (96,51%), existând în minoritate și vorbitori de polonă (3,49%).